# Listă de filme de groază din 1988
Aceasta este o listă de filme de groază din 1988.